# Hermann Friedrich Behn

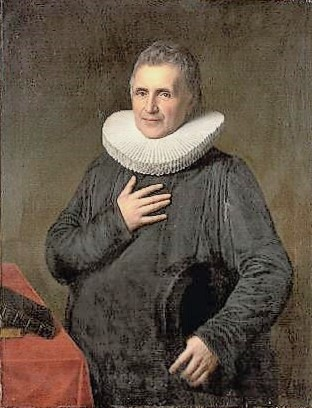
Hermann Friedrich Behn, Porträt von Rudolph Suhrlandt 1822

Hermann Friedrich Behn (* 23. Januar 1767 in Lübeck; † 20. Februar 1846 in Lübeck) war ein deutscher evangelisch-lutherischer Geistlicher und Senior des Geistlichen Ministeriums in Lübeck.

## Leben
Hermann Friedrich Behn war der Sohn des Pädagogen Friedrich Daniel Behn und seiner Frau Catharina Margarethe, geb. Käselau (1746–1806), der Tochter des wohlhabenden Lübecker Kaufmanns Hermann Peter Käselau. Er studierte Theologie an der Universität Jena.
Am 25. April 1793 wurde er zum Prediger der Petrikirche gewählt. Am 15. Mai 1821 stieg er zum (Haupt)pastor der Petrikirche auf. Seine Amtsbrüder wählten ihn am 27. April 1829 als Nachfolger des im Alter von 91 Jahren verstorbenen Dompastors Johann Heinrich Carstens zum Senior des Lübecker Geistlichen Ministeriums. Da das Amt des Superintendenten seit 1796 nicht mehr besetzt wurde, war der Senior nun der leitende Geistliche der Lübecker Kirche.
Behn war vielfältig engagiert und gehörte 1804 zu den Mitbegründern der Ernestinenschule. Auf seine Initiative geht die Gründung des Lübeckischen Lehrerseminars, das er in seinem letzten Lebensjahr als dessen Direktor leiten sollte, zurück. Theologisch war er einer milden Aufklärungstheologie verpflichtet, unterstützte aber auch die Ansätze zur Kirchenreform seit den 1820er Jahren.
1843, zur Feier seines fünfzigjährigen Amtsjubiläums, ehrte ihn der Senat mit der höchsten Auszeichnung der Stadt, der Gedenkmünze Bene Merenti.
Sein Nachfolger wurde Johann Carl Lindenberg.
Der Jurist Johann Heinrich Behn war sein Sohn.

## Werke
- Ueber die Lehrart Jesu und seiner Apostel, in wie ferne dieselben sich nach den damals herrschenden Volksmeinungen bequemt haben. Lübeck 1791. (Digitalisat)